# Scaphytopius jandacephalus
Scaphytopius jandacephalus är en insektsart som beskrevs av Caldwell 1952 . Scaphytopius jandacephalus ingår i släktet Scaphytopius och familjen dvärgstritar. Inga underarter finns listade i Catalogue of Life.